# Desoxymethyltestosteron
Desoxymethyltestosteron (DMT) ist als Variante von Methyltestosteron ein Anabolikum, das als Designer-Steroid bis Ende 2004 unerkannt als Dopingsubstanz verwendet werden konnte.

## Doping
Im Juni 2004 hatte der kanadische Zoll eine Postsendung beschlagnahmt, in der die Substanz zu finden war, deren Zweck sich allerdings erst durch eine anonym eingegangene E-Mail offenbarte. Dabei dürfte es sich um eine erst kürzlich geschaffene Substanz handeln, da in nach Dopingkontrollen eingelagerten Urinproben von Sportlern die Substanz bislang nicht nachgewiesen werden konnte.
Frisch entdeckt wurde dieses Dopingmittel zwischenzeitlich im Urin von drei US- und einem britischen Sportler.